# Hitachinaka (Ibaraki)
Hitachinaka (ひたちなか市  Hitachinaka-shi?) es una ciudad situada en la prefectura de Ibaraki, en Japón. Tiene una población estimada, a fines de 2022, de 154 770 habitantes.

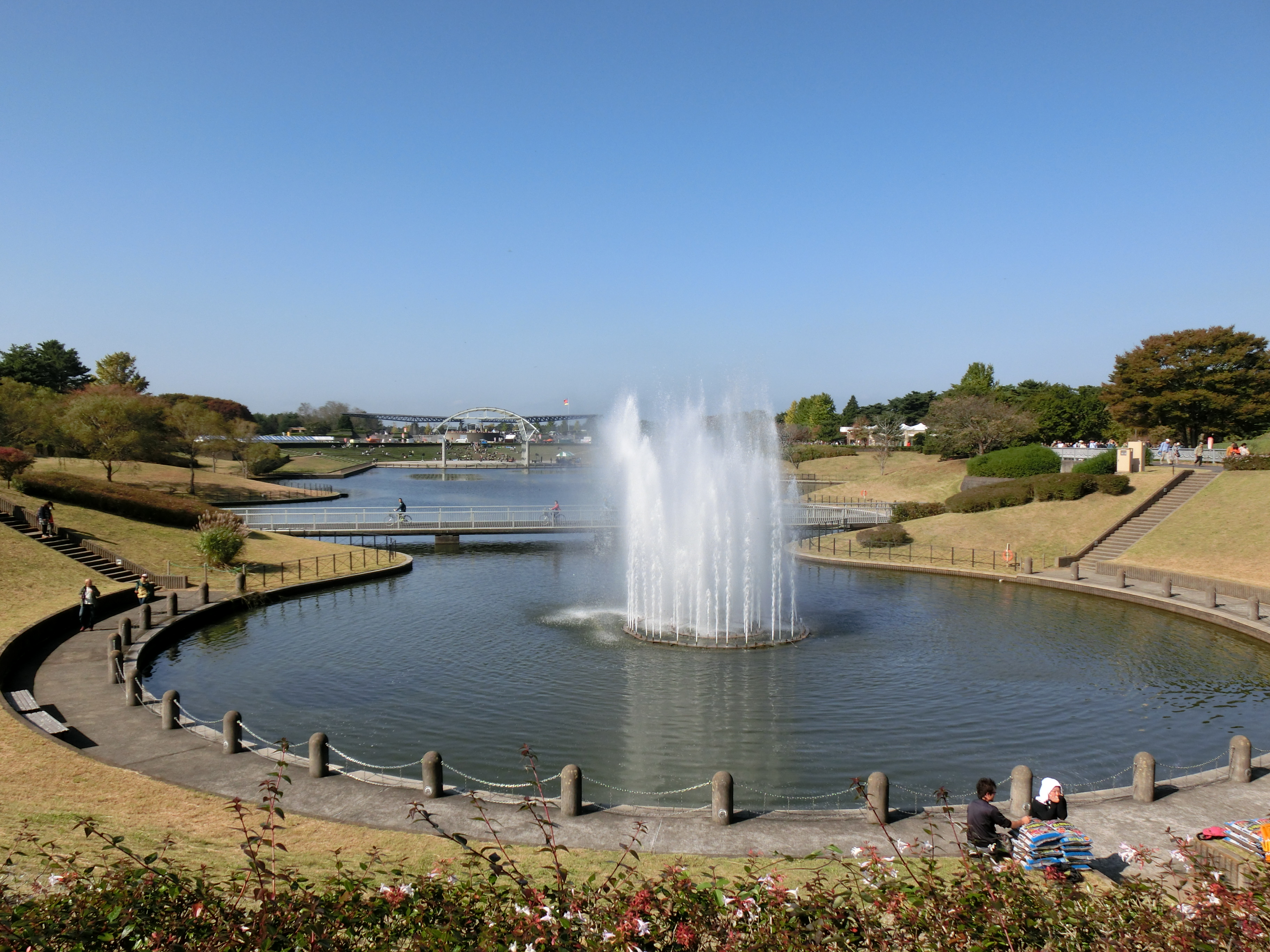
Parque del Oeste

La superficie total es de 99.96 km². 
Es una de las ciudades de Japón que utiliza su nombre oficial en hiragana. Su nombre en kanji es 日立那珂.

## Creación de la ciudad
La ciudad se fundó el 1 de noviembre de 1994 a partir de la fusión de las ciudades de Katsuta (勝田市 Katsuta-shi) y de Nakaminato (那珂湊市 Nakaminato-shi).

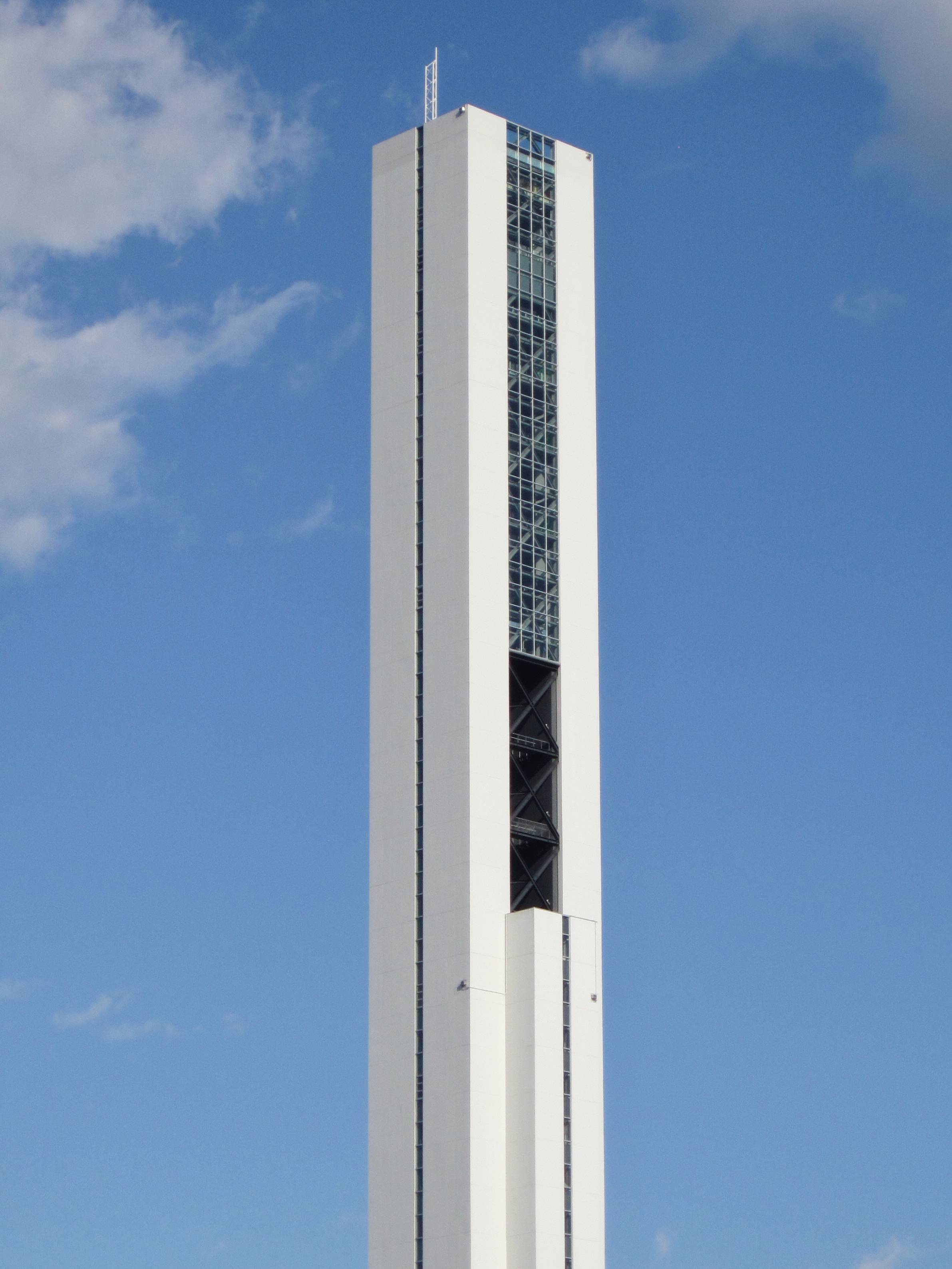
G1 Tower

## Geografía
Está ubicada en una meseta llamada Naka, a orillas del Océano Pacífico. Al sur de la ciudad fluye el río Naka (那珂川) y desemboca en el océano referido.
La ciudad limita al norte con Tōkai, al oeste con Naka, al sur con Mito y con  Ōarai, y al este con el océano Pacífico.
Su playa más famosa es Ajigaura. Muchos surfistas solían reunirse aquí, pero recientemente, como resultado del desarrollo del puerto de Ibaraki, la costa de Ajigaura se ha erosionado y la arena se ha repuesto cada año.

## Industria
Hitachinaka es una ciudad que posee un gran número de fábricas, entre ellas varias del grupo Hitachi.
Destaca la G1 Tower (Hitachi Elevator Test Tower), que es una torre para investigación y prueba de ascensores con una superficie de 25 m por 20 m y una altura de 213,5 m. Es la  torre más alta del mundo para prueba de ascensores. 
La zona de Hitachinaka del puerto de Ibaraki se está desarrollando como una base de distribución internacional y está unida directamente con autopistas.

## Eventos especiales
El Festival (祭り matsuri) Hitachinaka (antes Festival Katsuta), es un matsuri en donde hay presentaciones de carrozas y danzas, mezcladas con música folclórica de la región.
El Festival Rock in Japan se realizó en la ciudad desde el año 2000 hasta el 2020, en que fue cancelado por la pandemia originada por el COVID-19. La edición 2022 se realizó en la ciudad de Chiba.

## Transporte
Por la vía Ruta Nacional 6, por la autopista Jōban Expressway o por la vía férrea Línea Jōban, la ciudad se comunica al norte con la ciudad de Fukushima y al sur con la metrópoli de Tokio.
La autopista Kita-Kantō Expressway comunica la zona del puerto de Ibaraki con el aeropuerto de Ibaraki, y además con las prefecturas de Tochigi y Gunma.